# Helmut Kriegel

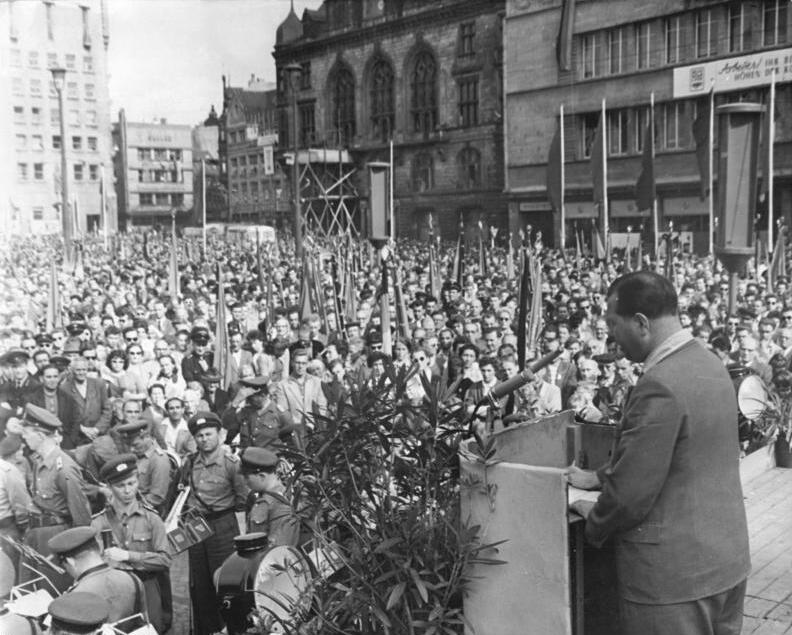
I. Arbeiterfestspiele 1959 in Halle, Redner Helmut Kriegel

Helmut Kriegel (* 31. Mai 1923 in Hainewalde) ist ein ehemaliger deutscher FDGB-Funktionär. Er war Vorsitzender des Bezirksvorstandes Halle des Freien Deutschen Gewerkschaftsbundes (FDGB).

## Leben
Kriegel, Sohn eines Steinmetzes, besuchte die Volks- und Berufsschule und absolvierte eine Lehre zum Maschinenschlosser. Er musste Kriegsdienst in der Wehrmacht leisten und geriet 1945 in britische Kriegsgefangenschaft.
1946 trat Kriegel der Sozialistischen Einheitspartei Deutschlands (SED) bei. 1952/53 studierte er an der 
Gewerkschaftshochschule „Fritz Heckert“ in Bernau bei Berlin. Ab 1954 fungierte er als Stellvertreter des Vorsitzenden, von 1955 bis 1962 als Vorsitzender des FDGB-Bezirksvorstandes Halle. Ab 1955 war er Kandidat, von 1959 bis 1963 Mitglied des Bundesvorstandes des FDGB.
Von 1958 bis 1963 gehörte Kriegel als Abgeordneter dem Bezirkstag Halle an.